# Hector El Neco
Hector El Neco, pseudonym för Nils Sture Hector, född 10 april 1900 i Malmö Sankt Pauli församling, Malmö, död 25 maj 1965 i Malmö Sankt Petri församling, Malmö, var en svensk trollerikonstnär och underhållare.
El Neco turnerade i folkparkerna mellan 1920-talet och 1950-talet. 
Hector El Neco var son till lektorn och stadskemisten David Stefan Hector (1862–1930) och Eyvor Dorch (1876–1944), samt bror till Ragnhild Hector-Olsson (1902–1991). Han växte upp i Malmö och fick intresse för trolleri genom sin far, som var amatörmagiker. Han studerade en tid juridik vid Lunds universitet, men övergick till att försörja sig som artist, med debut 1924 i teaterlokalen Riddersalen, en del av Lorry i Frederiksberg i Danmark.
Han var gift med Ebba Hector (1900–1994), som assisterade sin blivande man 1928–1931 under artistnamnet "Madame Elca". Under perioden cirka 1930–1960 uppträdde hon som trollkarl med artistnamnet "Karadja". Paret hade tre barn. Makarna Hector är begravda på Östra kyrkogården i Malmö.